# مارتين جاك
مارتين جاك (بالإنجليزية: Martyn Jacques)‏ هو مغني بريطاني، ولد في 22 مايو 1959.